# Neisseria
Neisseria é um género de bactérias gram-negativas incluído entre as proteobactérias, um grande grupo de formas gram-negativas. Os membros de Neisseria são diplococos semelhantes a grãos de café quando vistos ao microscópio.
O género inclui as espécies N. gonorrhoeae (ou gonococo), que causa a gonorreia e N. meningitidis (ou meningococo), uma das causas mais comuns de meningite bacteriana e agente causal da septicémia meningocócica, ou meningococcemia (Síndrome de Frederick Waterhouse)
Este género inclui várias outras espécies, que crê-se serem apatogénicas, tais como:
- Neisseria cinerea
- Neisseria elongata
- Neisseria flavescens
- Neisseria lactamica
- Neisseria mucosa
- Neisseria polysaccharea
- Neisseria sicca
- Neisseria subflava

## Historia
O género Neisseria foi nomeado após o nome do bacteriólogo alemão Albert Neisser, que descobriu o primeiro exemplo, Neisseria gonorrheae, o patógeno que causa a gonorreia. Neisser descobriu também o patógeno que causa a lepra, Mycobacterium leprae. Tais descobertas foram possíveis graças a novas técnicas de coloração que ele ajudou a desenvolver.